# Motorola
Моторола је америчка мултинационална телекомуникациона компанија. После губитка 4,5 милијарде долара од 2007. до 2009. компанија се дели на два дела: Моторола Солушнс и Моторола Мобилити. Моторола Солушнс је правни наследник компаније Моторола.

## Производи
- Радио и телевизијски уређаји - 1974. продаје своју линију Куасар јапанској фирми Матсусхита
- Иридијум - глобални сателитски систем за телекомуникацију са 66 сателита. Због смањења претплатника и високе цене развијања компанија Иридијум је банкротирала 1999. Због финансијских обавеза Моторола је морала да прода своје одељење полупроводника ОН Семицондуцтор (ОННН) 1999.
- Полупроводници -
- Аутомобилска опрема - у јулу 2006. Мотрола продаје одељење које производи ауто-делове: аутоматику, АБС системе, навигационе системе, сигурносне системе; немачкој компанији Kонтинентал АГ за 1,6 милијарди америчких долара (4.500 запослених).
- Војна опрема
- Биометрика

## Микропроцесори
- Моторола МЦ14500Б Индустријска јединица контроле (ICU) (1-бит)
- Моторола 6800 (8-бит)
- Моторола 6802/6808 (8-бит)
- Моторола 6809 (8/16-бит)

Процесори 68К производне линије која постаје основа за компјутере Мекинтош, Амига и Атари:
- Моторола 68.000 (16/32-бит)
- Моторола 68.008 (8/16/32-бит)
- Моторола 68.010 (16/32-бит)
- Моторола 68.012 (16/32-бит)
- Моторола 68.020 (32-бит)
- Моторола 68.030 (32-бит)
- Моторола 68.881 (ФПУ)
- Моторола 68.882 (ФПУ)
- Моторола 68.040 (в / ФПУ)
- Моторола 68.060 (в / ФПУ)
- Моторола ColdFire

### Рисц процесори
- Моторола 88.000

ПоверПЦ процесори настали у сарадњи са IBM служе као основа за компјутере Мекинтош и последњу генерацију од Амига:
- ППЦ 601/603 ("Г1")
- ППЦ 604 ("Г2")
- ППЦ 740/750/745/755 ("ПоверПЦ Г3")
- ППЦ 7400/7410/7450/7455 ("ПоверПЦ Г4")

### АРМ процесори такозване МКС линије
- И. МКС21
- И. МКС1
- И. МКСЛ
- И. МКСС

### Микроконтролори
Моторола 6800 засновани
- Моторола 6801/6803
- Моторола 6804
- Моторола 6805/146805
- Моторола 68ХЦ05 (ЦПУ05)
- Фреесцале 68ХЦ08 (ЦПУ08)
- Фреесцале 68ХЦ11 (ЦПУ11)
- Фреесцале 68ХЦ12 (ЦПУ12) - ХЦС12 & С12Кс серије, 16-битни процесори
- Моторола 68ХЦ16 (ЦПУ16)

На основи 68К
- Моторола 683XX (ЦПУ32)
- Моторола DragonBall

На DSP основи:
- Моторола DSP56800 (DSP контролер)

На ПоверПЦ основи:
- FreeScale МПЦ500
- МПЦ 860 (ПоверКУИЦЦ)
- МПЦ 8240/8250 (ПоверКУИЦЦ II)
- МПЦ 8540/8555/8560 (ПоверКУИЦЦ III)
- Фреесцале е300 83кк ПоверКУИЦЦ II Про породица
- Фреесцале е500 85кк ПоверКУИЦЦ III породица
- Фреесцале е600 86кк Футуре чип
- Фреесцале е700 87кк Футуре чип

На АРМ основи:
- МАЦ7100

#### РИСЦ микроконтролори
- ММЦ2001
- ММЦ2114

### Дигитални сигнал процесори
Производна линија 56.000:
- Моторола DSP560XX (24-бит)
- Моторола DSP563XX (16/24-бит)
- Моторола DSP566XX (16-бит)
- Моторола DSP568XX (DSPконтролор)

Производна линија 96.000:
- Моторола DSP96XXКС (32-бит)

Производна линија StarCore:
- МСЦ8100

## Инфраструктура мобилних телефона
- БСЦ (ГСМ)
- РКСЦДР (ГСМ)
- Хоризон 2 Мацро БТС (ГСМ)
- Хоризон 2 Мини БТС (ГСМ)
- ПЦУ (ГСМ)
- МСС - Мобиле Софт Свич (Multiple Technologies)

### Војни воки-токи РАДИУС П-210 са тастатуром
Један је од Моторолиних производа. У употреби се појавио 1986.г. Основна предност ове Мотороле над осталима је у томе што се помоћу персоналног рачунара могу програмирати радни канали.
Постоје две врсте оваквих Моторола, једна је 8, а друга са 16 канала. Најбоље услове постиже са 12 канала.

#### Техничке карактеристике
1. Фреквенцијски опсег (137—174MHz-а),
2. Извор енергије јој је акумулатор од 10В,
3. Домет помоћу симплекс везе је у опсегу 2 km, ако постоји оптичка видљивост,
4. Помоћу дуплекс везе уз помоћ извученог репетитора до више стотина километара.

Постоји и уређај за пуњење акумулатора који када се он пуни контролна лампица на њему светли црвено, а за временски период од једног сата, када се акумулатор напуни, сигнална лампица тада светли зелено.

## Системи
Моторола је развила систем квалитета Six Sigma (шест сигма), која је постала светски позната кроз фирму Џенерал електрик. Систем је развио инжењер Бил Смит, под руководством Боб Галвина (син оснивача компаније Паула Галвина). Моторолин универзитет је једно од многих места које одржавају обучавање за Шест сигма.